# Kabupaten Banyumas
Kabupaten Banyumas är ett kabupaten i Indonesien.   Det ligger i provinsen Jawa Tengah, i den västra delen av landet, 290 km sydost om huvudstaden Jakarta. Antalet invånare är 1 641 061. Arean är 1 335 kvadratkilometer.
Terrängen i Kabupaten Banyumas är varierad.
Tropiskt regnskogsklimat råder i trakten. Årsmedeltemperaturen i trakten är 24 °C. Den varmaste månaden är oktober, då medeltemperaturen är 26 °C, och den kallaste är december, med 24 °C. Genomsnittlig årsnederbörd är 4 094 millimeter. Den regnigaste månaden är januari, med i genomsnitt 620 mm nederbörd, och den torraste är september, med 28 mm nederbörd.